# Hans Niemann
Hans Moke Niemann (ur. 20 czerwca 2003 w San Francisco) – amerykański szachista, arcymistrz od 2021 roku.

## Kariera szachowa
W grudniu 2018 był triumfatorem w National Blitz Championships, zdobywając 12 punktów. Trzy dni później zajął pierwsze miejsce w 10. Grade Championship wraz z Justinem Chenem i Marcusem Miyasaką. W czerwcu 2019 zwyciężył w ChessKid Games, gdzie wygrał aż 20 razy z rzędu. Kolejnymi jego sukcesami było wygranie Grade Nationals w 2019, gdzie zwyciężył w Blitz Championship, zdobywając 12 punktów. Również wygrał w zawodach Bughouse Duo competition, zdobył tam 10 pkt. I ostatecznie zwyciężył w Grade Championship, gdzie zdobył 7 punktów. W listopadzie 2019 wziął udział w Edward Lasker Memorial, w którym zajął pierwsze miejsce. W październiku 2020 zwyciężył w Charlotte Chess Centre & Scholastic Academy (CCCSA GM Norm Invitational). W listopadzie 2020 wygrał 75. doroczne mistrzostwa stanu Teksas. W grudniu 2020 zwyciężył w szachach błyskawicznych na VII Międzynarodowym Festiwalu Szachowym Sunway Sitges. W lipcu 2021 wygrał World Open w Filadelfii.
Najwyższy ranking w dotychczasowej karierze osiągnął 1 stycznia 2023, z wynikiem 2706 punktów.

### Kontrowersje
Niemann przyznał, że dwukrotnie dopuścił się oszukiwania w partiach internetowych – najpierw w wieku 12, a potem 16 lat.
4 września 2022 w trzeciej rundzie Sinquefield Cup zagrał z Magnusem Carlsenem czarnymi figurami i zwyciężył; tym samym jego ranking przekroczył 2700 oczek. Dzień później Magnus Carlsen z nieznanych powodów wycofał się z turnieju. 22 września 2022 Niemann ponownie zmierzył się z Magnusem Carlsenem w turnieju Champions Chess Tour: Julius Baer Generation Cup, gdzie mieli zagrać partię rewanżową za partię klasyczną, ale Magnus Carlsen po dwóch ruchach zrezygnował z partii, oddając ją walkowerem, a tym samym Amerykanin w fazie eliminacyjnej uzyskał 3 punkty.
26 września 2022 Magnus Carlsen wydał oświadczenie, w którym oficjalnie oskarżył Niemanna o oszustwo. W związku z oskarżeniem FIDE powołało specjalną grupę do zbadania tej sprawy. W październiku 2022 roku Chess.com opublikował raport mówiący, że Niemann prawdopodobnie oszukiwał online ponad 100 razy, a ostatnio w 2020. 20 października 2022 Niemann pozwał Magnusa Carlsena, w tym jego firmę Play Magnus Group, platformę Chess.com, jej komisarza Daniela Renscha oraz Hikaru Nakamurę za zniesławienie na kwotę 100 mln $. W czerwcu 2023 pozew został oddalony. W sierpniu 2023 doszedł do porozumienia z Magnusem Carlsenem i platformą Chess.com.